# Боровино
Боровино (бел. Баравіно) — деревня в Березинском районе Минской области Беларуси. Входит в состав Березинского сельсовета.

## География
Деревня находится в восточной части Минской области, на левом берегу реки Белицы, при автодороге Н-8004, на расстоянии приблизительно 15 километров (по прямой) к северо-западу от города Березино, административного центра района. Абсолютная высота — 163 метра над уровнем моря. Площадь населённого пункта — 0,1453 км².

## История
В 1858 году упоминается как владельческая деревня, находившаяся в собственности помещика Ваньковича. В 1897 году входила в состав Игуменского уезда Минской губернии, насчитывался 31 двор и 221 житель.
По состоянию на 1909 год, в Боровине имелось 53 двора и проживало 356 человек. В административном отношении деревня входила в состав Беличанской волости.
В 1930 году, в ходе проведения коллективизации, был образован колхоз «Коминтерн».
До 21 декабря 2007 года входила в состав Ляжинского сельсовета. До 28 мая 2013 года в составе Ушанского сельсовета.

## Население
По данным переписи 2019 года, в деревне проживало 12 человек.
| Год  | Население, человек |
| ---- | ------------------ |
| 1858 | 53                 |
| 1897 | ↗ 221              |
| 1909 | ↗ 356              |
| 1917 | ↘ 310              |
| 1926 | ↗ 334              |
| 1940 | ↗ 452              |
| 1960 | ↘ 106              |
| 2003 | ↘ 24               |
| 2008 | ↘ 21               |
| 2009 | ↘ 17               |
| 2019 | ↘ 12               |